# Gili Gede
Gili Gede ("grande petite île" en sasak, la principale langue de Lombok) est la plus grande des 12 îles de la baie de Sekotong, au sud-ouest de Lombok en Indonésie.
L'île fait 4 km de long et entre 300 m et 1 500 m de large, selon les endroits. Aucun véhicule motorisé n'y circule, donc pour se déplacer à travers l'île, il faut emprunter les sentiers côtiers ou prendre un taxi boat.
Sur Gili Gede, on compte 2 lacs d'eau de mer et 3 collines. De longues plages de sable blanc se trouvent principalement sur la façade est et nord.
On y recense 3 villages principaux et des dizaines de hameaux qui regroupent environ 1000 habitants. Ceux-ci vivent principalement de la pêche aux maquereaux.
En 2011, on y compte 3 hôtels : Madak Belo (dans l'est de l'île), Secret Island Resort (dans le sud), Viavacare (dans l'ouest). Pour s'y rendre, il suffit de prendre le taxi boat à partir de la plage de Tembowong (au niveau de la station essence en face de Gili Gede Indah) ou d’appeler directement un des hôtels pour organiser un transfert.